# Università di Helsinki (metropolitana di Helsinki)
Università di Helsinki (in finlandese: Helsingin yliopiston metroasema; in svedese: Helsingfors universitets metrostation, fino al 2014 Kaisaniemi in finlandese e Kajsaniemi in svedese) è una stazione della metropolitana di Helsinki.
La fermata fu inaugurata il 1º marzo 1995, e fu disegnata dallo studio di architettura Kontio - Kilpi - Valjento Oy. Si trova a circa 597 metri da Rautatientori, e a 916 metri da Hakaniemi.
La stazione si trova a 27 metri di profondità, ed è provvista di un insolito ascensore in stile funicolare con pareti in vetro, che corre lungo le scale mobili (diversamente dagli ascensori convenzionali che corrono verticalmente).

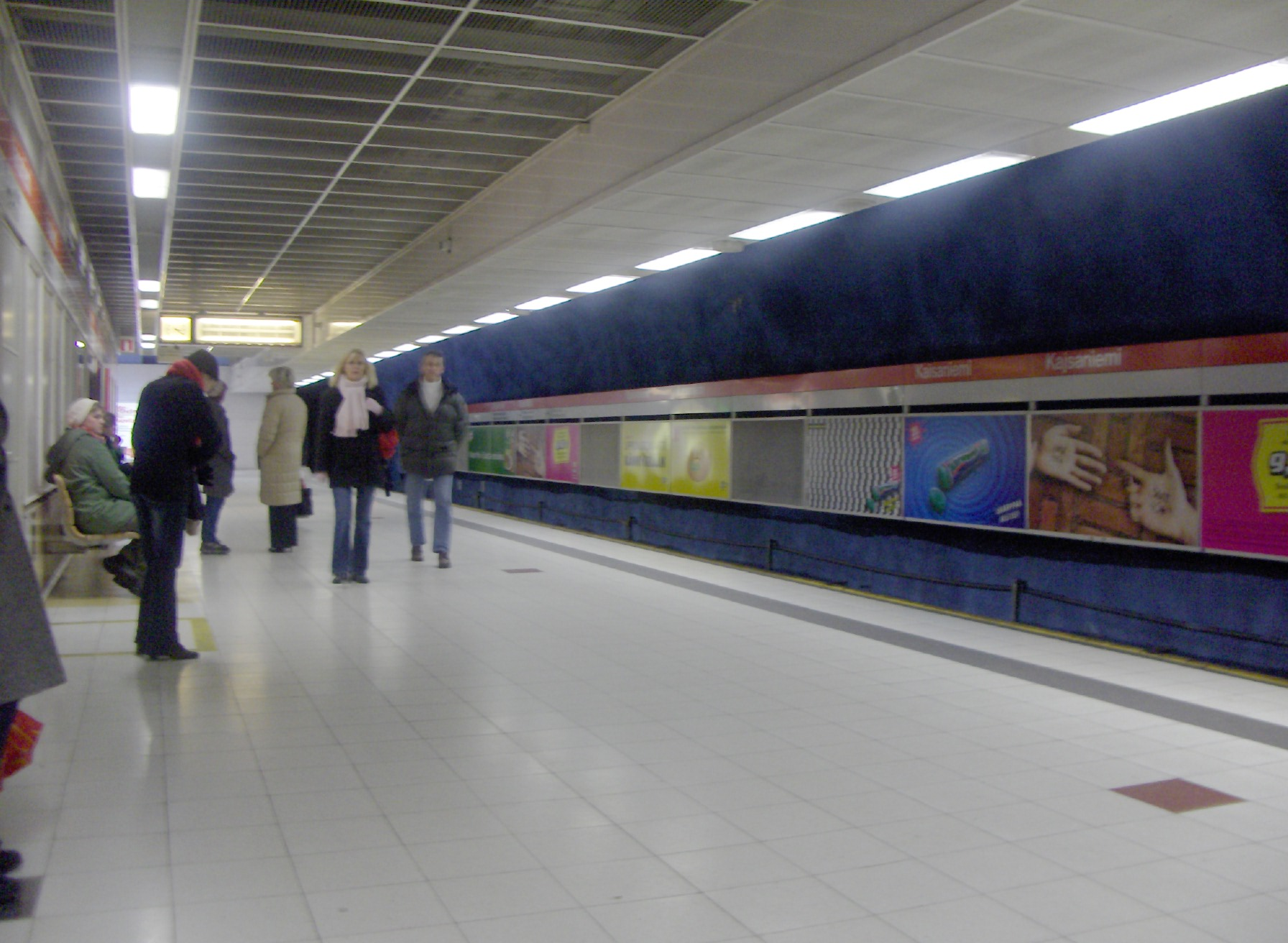
Banchina di Kaisaniemi
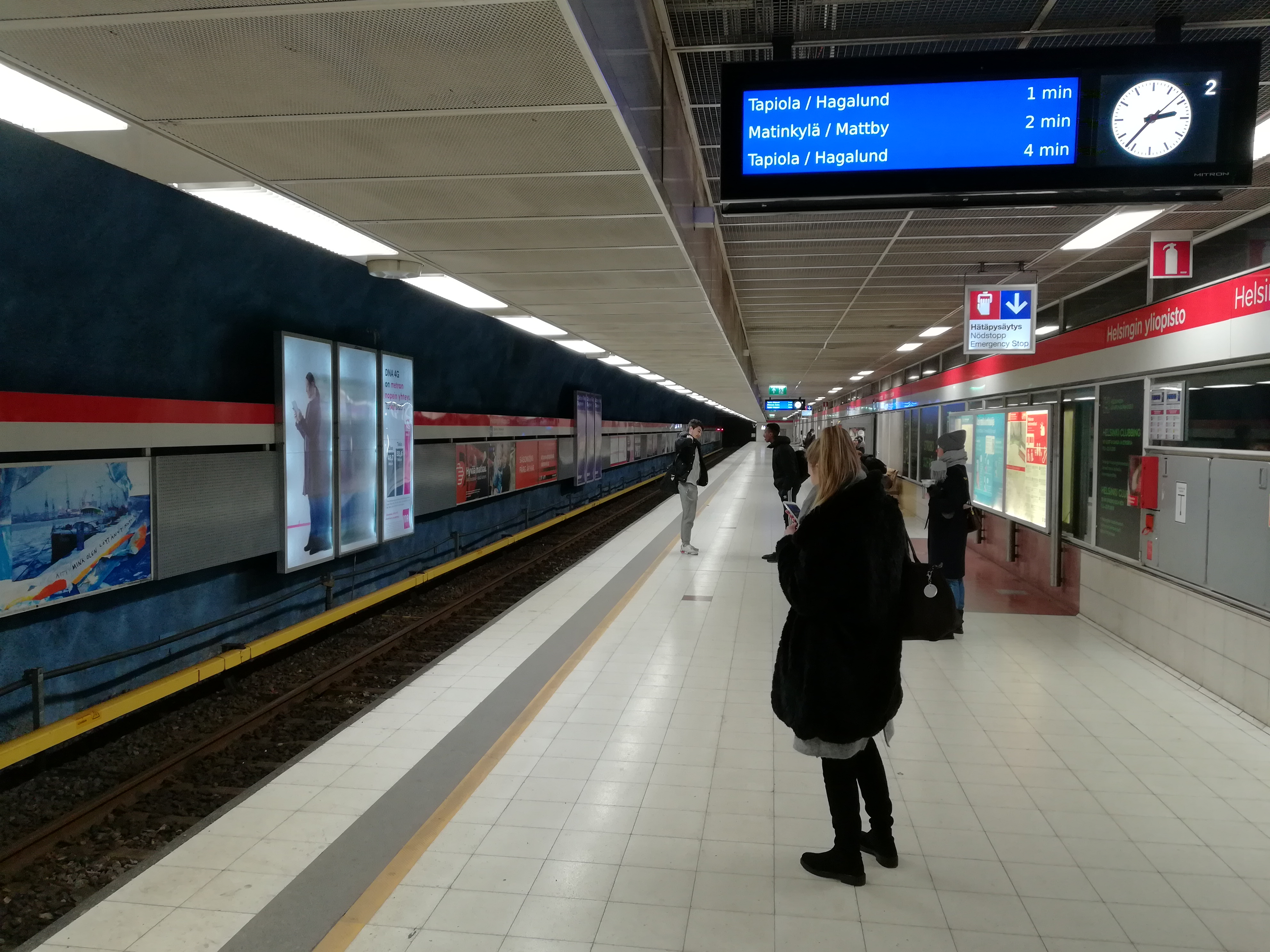
Banchina di Kaisaniemi
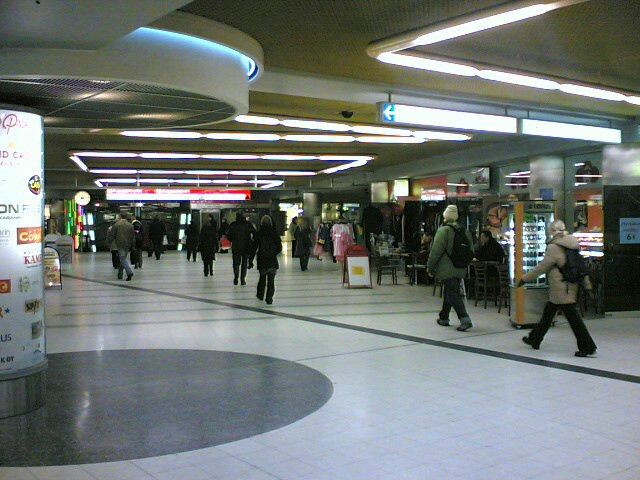
Ingresso